# Oliver Gatz Nielsen
Oliver Gatz Nielsen (født d. 6. oktober 1998) er en dansk ishockeyspiller. Han debuterede som professionel i Aalborg Pirates i 2014. Han blev solgt til Herning Blue Fox i 2016 og spillede her i to sæsoner. Han blev solgt tilbage til Aalborg Pirates i 2018 og underskrev her en 2-årig kontrakt.